# Oxyopes jacksoni
Oxyopes jacksoni là một loài nhện trong họ Oxyopidae.
Loài này thuộc chi Oxyopes. Oxyopes jacksoni được Roger de Lessert miêu tả năm 1915.